# ASFAR (volleyboll)
Association sportive des Forces armées royales (ASFAR) är volleybollsektionen av klubben med samma namn. Sektionen grundades 1973.
Herrlaget har vunnit ligan 8 gånger (1992, 1999-2000, 2005-2006, 2009, 2014, 2016 och 2018-2020), cupen 10 gånger (1987, 1988, 2004, 2012, 2013, 2014, 2015, 2016, 2018 och 2019) och marockanska supercupen 3 gånger. Damlaget har vunnit ligan 5 gånger, cupen 3 gånger och supercupen 4 gånger.